# مالی ساگدن
مالی ساگدن (انگلیسی: Mollie Sugden; ۲۱ ژوئیهٔ ۱۹۲۲ – ۱ ژوئیهٔ ۲۰۰۹) بازیگر تلویزیون، بازیگر سینما و بازیگر تئاتر اهل بریتانیا بود.